# Hantsindzi
Hantsindzi är en ort i Komorerna.   Den ligger i distriktet Grande Comore, i den nordvästra delen av landet, 30 km nordost om huvudstaden Moroni. Hantsindzi ligger 19 meter över havet och antalet invånare är 2 004. Den ligger på ön Grande Comore.

## Terräng och klimat
Terrängen runt Hantsindzi är huvudsakligen kuperad, men norrut är den platt. Havet är nära Hantsindzi österut.  Närmaste större samhälle är Mbéni, 8,5 km söder om Hantsindzi. 